# قشلاق محمد قلي
قشلاق محمد قلي هي قرية في مقاطعة أرومية، إيران. عدد سكان هذه القرية هو 104 في سنة 2006.